# Мемнон Гераклейский
Мемно́н  (др.-греч. Mέμνων) — древнегреческий историк.
Биографические сведения отсутствуют. Предположительно, происходил из Гераклеи Понтийской и жил между концом I века до н. э. и рубежом I — II веков н. э.
Автор сочинения «О Гераклее» (Περὶ Ἡρακλείας), посвящённого истории города от основания до римского времени. Работа известна благодаря значительным извлечениям, сделанным в IX веке патриархом Фотием.
Фотий сделал выписки из IX—XVI книг, начиная от установления тирании Клеарха в 364/363 годах до н. э., и до смерти Бритагора, направленного гераклеотами послом к Юлию Цезарю в 48 году до н. э.
Книга Мемнона, написанная простым и ясным языком, является важным источником по истории Гераклеи и эллинистической политики в Малой Азии. В части, посвящённой гераклейской тирании, Мемнон, как полагают, опирался на не сохранившуюся работу Нимфида и, возможно, Феопомпа и Домиция Каллистрата.
Впервые опубликована вместе с фрагментами Ктесия и Агатархида Анри Этьенном
в 1557 году в Париже. В 1816 году издана Иоганном Конрадом Орелли в Лейпциге, вместе с фрагментами других гераклейских историков.